# Villedoux
Villedoux är en kommun i departementet Charente-Maritime i regionen Nouvelle-Aquitaine i västra Frankrike. Kommunen ligger  i kantonen Marans som ligger i arrondissementet La Rochelle. År 2022 hade Villedoux 2 241 invånare.

## Befolkningsutveckling
Antalet invånare i kommunen Villedoux
Referens:INSEE